# Gina Raimondo
Gina Marie Raimondo (Smithfield, 17 maggio 1971) è una politica statunitense, segretaria al Commercio sotto l'amministrazione Biden dal 2021 al 2025 e governatrice del Rhode Island dal 2015 al 2021.

## Biografia
Nata in una famiglia italoamericana, a Smithfield, la più giovane di tre figli di Josephine Piro e Joseph Raimondo (1926-2014) (il padre lavorava allo stabilimento della Bulova di Providence, Rhode Island, rimanendo disoccupato a 56 anni quando lo stabilimento fu chiuso), Raimondo si diplomò all'Accademia LaSalle, a Providence, come una delle prime ragazze ammesse a frequentare la scuola cattolica, quindi si laureò con lode in economia ad Harvard nel 1993 e in legge a Yale, prese anche un Dottorato in sociologia ad Oxford nel 2002.
In seguito lavorò nell'ufficio di un giudice federale e poi ebbe un incarico dirigenziale all'interno di Village Ventures, una società di private equity. Tornata nel Rhode Island fondò una propria società di venture capital, la Point Judith Capital, dove lavorò per dieci anni.
Entrata in politica con il Partito Democratico, nel 2010 si candidò alla carica di Tesoriere di Stato del Rhode Island e vinse le elezioni con una larga maggioranza di voti. In queste vesti fu fautrice di una importante riforma del sistema pensionistico statale.

### Governatrice del Rhode Island

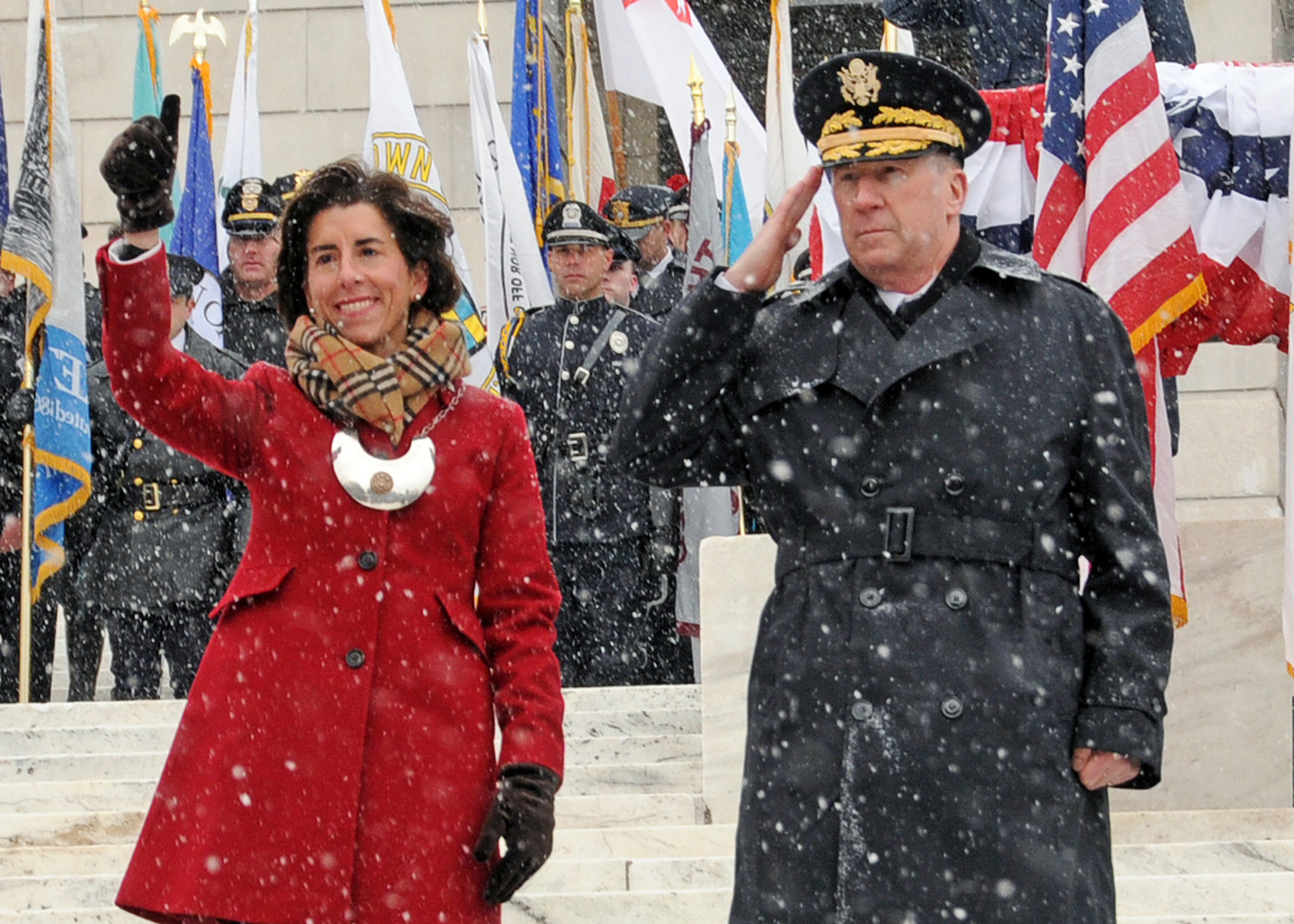
Raimondo all'inaugurazione del mandato di Governatore del Rhode Island

Nel 2014 si candidò alla carica di governatore del Rhode Island e riuscì ad essere eletta, vincendo con il 41% dei voti in una corsa a tre e sconfiggendo gli sfidanti Allan Fung (Repubblicano) e Robert J. Healey del Partito Moderato. Raimondo è la prima donna ad occupare questa carica.
Quando si è candidata alla carica di governatore, il Rhode Island aveva il più alto tasso di disoccupazione della nazione. Raimondo ha tagliato le tasse ogni anno e rimosso 8.000 pagine di regolamenti (il 30% dei regolamenti statali). Ha aumentato il salario minimo statale a  11,50 dollari, ha creato un diritto al congedo per malattia, ha finanziato il più grande programma di infrastrutture nella storia dello stato e ha reso i college della comunità gratuiti.

### Coinvolgimento nella campagna Bloomberg 2020
All'inizio di febbraio 2020, Raimondo è apparsa accanto all'ex sindaco repubblicano di New York City e in corsa nelle primarie democratiche per la presidenza Mike Bloomberg presso il Wexford Innovation Center di Providence per sostenere la sua candidatura, una mossa che ha definito "una chiamata facile". Raimondo è stato nominato copresidente nazionale per la campagna di Bloomberg. 
Il segretario stampa Jennifer Bogdan Jones del Governor's Office ha dichiarato al Providence Journal che "[Raimondo] è pronta a fare tutto il necessario per sostenere Mike e sconfiggere il presidente Trump". In qualità di copresidente della campagna, Raimondo avrebbe "fornito consulenza e partecipato a eventi". Meno di un mese dopo, tuttavia, Bloomberg lasciò la gara e appoggiò l'ex vicepresidente Joe Biden.  Lo stesso giorno, Raimondo approvò anche la candidatura di Biden. Ha detto che Bloomberg "ovviamente" si è comportato male sulla scena del dibattito, ma sostenere la sua candidatura "all'inizio è stata una decisione facile per me. Ma [sostenere Biden] è anche una decisione facile". Raimondo concluse che era giunto il momento "di unirsi dietro Joe Biden".

### Scontro sulla quarantena COVID-19
Il 28 marzo 2020, il Governatore di New York Andrew Cuomo ha minacciato Raimondo con una causa legale per la nuova scelta politica di quarantena statale: per ridurre i rischi di contagio da SARS-CoV-2 le persone provenienti da New York, si sarebbero automesse in quarantena per 14 giorni all'arrivo nel Rhode Island. Il 29 marzo, Raimondo ha abrogato l'ordine che si riferiva specificamente ai newyorkesi e lo ha ampliato per includere qualsiasi viaggiatore straniero che entra nel Rhode Island con l'intenzione di rimanervi.

### Segretaria al Commercio
Il 7 gennaio 2021 è stata nominata dal presidente eletto Joe Biden alla carica di segretario al Commercio. Il 30 ottobre, in occasione del G20 di Roma, dopo negoziati serrati, Raimondo ha annunciato la fine dei dazi imposti da Trump sull'acciaio e sull'alluminio provenienti dall'Unione Europea, che a sua volta aveva tassato per ritorsione molti prodotti agricoli e industriali statunitensi (come arachidi, whisky,  motociclette, jeans).

## Vita privata
Sposata con Andy Moffit, Gina Raimondo è madre di due figli. È membro del Council on Foreign Relations.